# 中脇樹人
中脇 樹人（なかわき みきと、1966年3月16日 - ）は、日本の俳優。福島県出身。エースエージェント所属。

## 人物
身長179cm。体重68kg。血液型O型。
趣味はサッカー観戦、写真撮影。特技はフットサル。
劇団花組芝居出身。

## 出演作品

### 舞台
- 劇団花組芝居公演
  - かぶき座の怪人（1989年、2001年）
  - ザ・隅田川（1989年）
  - あやつり仁侠館（1990年）
  - 花組沙翁劇「ロミオ&ジュリエット」（1990年）
  - いろは四谷怪談（1990年、1993年）
  - 泉鏡花の夜叉ケ池（1991年）
  - 怪誕身毒丸（1991年、1998年）
  - 三国妖狐伝（1992年）
  - 花組をどり（1992年）
  - 奥女中たち（1992年、1999年）
  - 櫻姫全傳曙草紙（1993年）
  - 泉鏡花の草迷宮（1993年）
  - 天変斯止嵐后晴（1993年）
  - 定本いろは四谷怪談（1994年）
  - 雪之丞変化（1994年、1996年）
  - 天変斯止嵐后晴（1996年）
  - ザ・隅田川 再演ニ非ズ（1996年）
  - 泉鏡花の天守物語（1997年、2000年）
  - 花組をどり'97（1997年）
  - 悪女クレオパトラ（1997年）
  - 泉鏡花の海神別荘（2000年）
  - 泉鏡花の婦系図（2001年）
  - 双面諏訪湖（2002年）
  - 南北オペラ（2002年）
  - 百鬼夜行抄（2003年） - 飯嶋蝸牛、人食い
- ガールフレンド（1990年）
- 花に風・浮舟の舞（1992年）
- 夏の夜の夢（1993年）
- チェンジリング（1995年）
- パーマネント・ブレイン・ダメージ（1997年）
- 西鶴一代女（1999年）
- 怪物図鑑（1999年）
- ローゼンクランツとギルゼンスターンは死んだ（2000年）
- アラビアンナイト?（2000年）
- コネクト 薄着知らずの女 with 親族代表（2002年）
- 25時（2003年）
- だんな（2004年）
- ワンダーガーデン（2009年）
- TEAM 6g公演
  - さくらノート（2011年）
  - バラ色の人生（2019年）

### テレビドラマ

#### NHK
- 大河ドラマ
  - 龍馬伝（2010年）
  - 平清盛（2012年）
  - 八重の桜（2013年）
  - 花燃ゆ（2015年） - 小間物屋
- 連続テレビ小説
  - 梅ちゃん先生（2012年）
  - 花子とアン（2014年）
- 土曜ドラマ / 実験刑事トトリ2（2013年）
- アイドル誕生 輝け昭和歌謡（2023年）

#### 日本テレビ
- プリマダム（2006年）
- 働きマン（2007年）
- 土曜ドラマ / 1ポンドの福音（2008年）
- リセット（2009年）
- 木曜ミステリーシアター / たぶらかし-代行女優業・マキ-（2012年） - 銀行員
- 水曜ドラマ
  - 東京全力少女（2012年）
  - 花咲舞が黙ってない（2014年） - 河本基
- 日曜ドラマ
  - ワイルド・ヒーローズ（2015年）
  - トドメの接吻（2018年）
- 潜入兄妹 特殊詐欺特命捜査官 第1話（2024年10月5日） - ナカムラユウジ 役[3]

#### TBS
- 月曜ミステリー劇場→月曜ゴールデン
  - 税務調査官・窓際太郎の事件簿 第12作（2004年） - 記者
  - 弁護士二重丸承子（2005年） - 松山
  - 財務捜査官 雨宮瑠璃子 第7作（2012年） - 居酒屋店長
  - 世田谷駐在刑事 第2作（2014年） - 藤波慎吾
- 愛の劇場 / 正しい恋愛のススメ（2005年） - 医師
- ゴッドハンド輝 第1話（2009年4月11日）
- 日曜劇場
  - JIN-仁-（2011年）
  - 空飛ぶ広報室（2013年） - 大野
  - IQ246〜華麗なる事件簿〜（2016年）
- パナソニック ドラマシアター / ステップファザー・ステップ（2012年）
- 木曜ドラマ9 / あぽやん〜走る国際空港（2013年）
- 木曜ドラマ劇場 / Dr.DMAT（2014年）
- 金曜ドラマ / 家族狩り（2014年）
- 火曜ドラマ
  - 女はそれを許さない（2014年） - 細谷
  - カンナさーん!（2017年） - 父親

#### フジテレビ
- ワンダフルライフ（2004年） - 西崎敬介
- 金曜エンタテイメント→金曜プレステージ
  - 熱血シングル・ファザー〜新聞記者・新庄圭吾の事件ファイル〜 第1作（2004年） - 医師
  - 危ネェ二人 占い師・伊吹圭の事件ファイル〜式部塚悲恋伝説殺人事件（2005年）
  - 松本清張ドラマスペシャル 山峡の章（2010年）
  - 西村京太郎サスペンス 十津川刑事の肖像 第2作（2010年） - 「カナリア派遣カンパニー」共同経営者
- Ns'あおい（2006年） - 医師
- 世にも奇妙な物語 15周年の特別編「イマキヨさん」（2006年） - 面接官
- 麗わしき鬼（2007年）
- 美ら海からの年賀状（2007年）
- 土曜プレミアム
  - ありがとう!チャンピイ（2008年）
  - 世にも奇妙な物語 2013年 春の特別編「石油が出た」（2013年） - 医者
  - 世にも奇妙な物語 25周年スペシャル・春 〜人気マンガ家競演編〜「地縛者」（2015年） - 地縛者
  - 一千兆円の身代金（2015年）
- セレブと貧乏太郎（2008年）
- NTTドコモドラマスペシャル / チャンス!〜彼女が成功した理由〜（2009年）
- 木曜劇場
  - BOSS（2009年）
  - 蜜の味〜A Taste Of Honey〜（2011年） - 警備員
  - アライブ がん専門医のカルテ（2020年）
  - アンサング・シンデレラ 病院薬剤師の処方箋（2020年）
- 土曜ドラマ / 魔女裁判（2009年）
- まっすぐな男（2010年)
- 絶対零度〜未解決事件特命捜査〜（2010年）
- 明日の光をつかめ（2010年）
- ドラマチック・サンデー / パーフェクト・リポート（2010年）
- さよならロビンソンクルーソー（2010年）
- 新春東京ツアー どえりゃあ婆ちゃん探偵団〜湯けむりパラダイスの怪事件〜（2011年） - 日比野義治
- 美しい隣人（2011年）
- プロポーズ兄弟〜生まれ順別 男が結婚する方法〜（2011年） - 「電新堂」社員
- 名前をなくした女神（2011年） - ヤザワホーム所長
- グッドライフ〜ありがとう、パパ。さよなら〜（2011年）
- ストロベリーナイト（2012年）
- 鍵のかかった部屋（2012年）
- 息もできない夏（2012年）
- 結婚しない（2012年）
- 救命病棟24時（2013年）
- 赤と黒のゲキジョー  / 森村誠一サスペンス「海の斜光」（2014年） - レストラン従業員
- 土ドラ（フジテレビ制作）
  - 武道館（2016年）
- オトナの土ドラ→土ドラ（東海テレビ制作）
  - さくらの親子丼（2020年） - 峰岸
  - テイオーの長い休日 第6話（2023年7月8日） - 金田太志
- ON 異常犯罪捜査官・藤堂比奈子（2016年）
- メディカルチーム レディ・ダ・ヴィンチの診断（2016年） - 黒木院長
- 大貧乏（2017年） - TEIKOテクニカル社員
- 海月姫（2018年）
- 健康で文化的な最低限度の生活（2018年） - 高木紀人
- ミステリと言う勿れ 第10話（2022年3月14日）
- この素晴らしき世界 第3話（2023年8月3日）
- モンスター 第3話（2024年10月28日、関西テレビ） - 裁判長 役[4]
- 浅草ラスボスおばあちゃん 第4話（2025年7月26日、東海テレビ） - 轟光太郎 役[5]

#### テレビ朝日
- 土曜ワイド劇場
  - 交渉人（2005年）
  - 温泉 (秘) 大作戦 第5作（2008年） - 高橋三郎
  - 炎の警備隊長・五十嵐杜夫 第8作（2010年） - 運転手
  - ナサケの女〜国税局査察官〜スペシャル（2012年）
  - 私は代行屋!事件推理請負人 第1作（2012年）
  - 犯罪心理学教授・兼坂守の捜査ファイル（2014年） - 上松久利
  - ショカツの女 新宿西署 刑事課強行犯係 第9作（2014年） - 大谷
  - 終着駅の牛尾刑事VS事件記者・冴子 第15作（2016年） - 今関光男
  - 京都南署鑑識ファイル 第10作（2016年） - 山口昭雄
  - 逆転報道の女 第5作（2016年） - 商工会会員
- 相棒
  - （2005年） - 岡記者
  - （2006年） - 特殊班捜査員
  - （2008年） - 将棋会館職員
  - （2011年） - 下山巧
  - （2017年） - 藤井刑事
- ロト6で3億2千万円当てた男（2008年）
- 金曜ナイトドラマ
  - 特命係長 只野仁（2009年） - 教諭
  - 不機嫌な果実（2016年）
  - グ・ラ・メ! 〜総理の料理番〜（2016年）
- 刑事一代 平塚八兵衛の昭和事件史（2009年）
- 日曜ナイトプレミア / 俺の空 刑事編（2011年） - 松浦清和
- DOCTORS〜最強の名医〜
  - （2011年） - 城山
  - スペシャル（2013年） - 城山一太
- 仮面ライダーシリーズ
  - 仮面ライダーフォーゼ（2012年） - 医師
  - 仮面ライダーゴースト（2015年 - 2016年） - 片桐ジロウ
- 死と彼女とぼく（2012年）
- 木曜ドラマ
  - ダブルス〜二人の刑事（2013年）
  - Doctor-X 外科医・大門未知子（2014年） - 上原
  - グッドパートナー 無敵の弁護士（2016年） - 市ヶ谷幸介
  - 就活家族〜きっと、うまくいく〜（2017年） - 社長
  - 緊急取調室（2017年） - 宅配便の社員
  - 七人の秘書（2020年） - 佐藤宏
  - にじいろカルテ（2021年） - 高村弘光
  - ドクターY〜外科医・加地秀樹〜（2021年） - 小藪医師
  - Believe-君にかける橋-（2024年） - 裁判長
- TEAM -警視庁特別犯罪捜査本部-（2014年） - 西田啓太
- 帯ドラマ劇場
  - トットちゃん!（2017年）
  - やすらぎの刻〜道（2019年）
- ドラマスペシャル BORDER（2017年） - 内田
- 土曜ナイトドラマ / おっさんずラブ-in the sky-（2020年）
- 暴太郎戦隊ドンブラザーズ ドン28話（2022年9月11日） - オークショナー

#### テレビ東京
- 女と愛とミステリー→水曜ミステリー9
  - 人情刑事 宮本清四郎 死を招く山百合（2005年） - 小寺
  - 鑑識特捜班・九条礼子〜骨を知る女〜 第1作（2012年） - 中西陽介
- ドラマ24 / モテキ（2010年）
- 水曜エンタ / 犯罪科学分析室 電子の標的 第2作（2016年） - 窪田誠司
- ドラマBiz / ヘッドハンター（2018年）
- 月曜プレミア8 / 横山秀夫サスペンス 第2作（2020年） - 柳下忠則

#### NHK BSプレミアム
- プレミアムドラマ / 全力失踪（2017年）
- スーパープレミアム / ファーストラヴ（2020年）

#### BS朝日
- 非公認戦隊アキバレンジャー（2012年）

#### BSジャパン
- この世で俺/僕だけ（2013年）

#### WOWOW
- 連続ドラマW
  - 造花の蜜（2011年）
  - 天の方舟（2012年）
  - 贖罪の奏鳴曲（2015年） - 東條彰一
  - 死の臓器（2015年）
  - きんぴか（2016年）
  - メガバンク最終決戦（2016年）
  - 沈まぬ太陽（2016年）
  - イノセント・デイズ（2018年）
  - パンドラIV AI戦争（2018年）
  - 頭取 野崎修平（2020年）
  - 華麗なる一族（2021年）

### テレビ番組
- 最終警告!たけしの本当は怖い家庭の医学（2004年）
- 日本の歴史 〜関ヶ原の戦い〜（2005年）
- 波瀾万丈ドキュメント 俺たちはプロ野球選手だった（2007年）
- さんすう犬ワン（2014年）
- ドラフト緊急生特番!お母さんありがとう（2019年）

### 映画
- デスノート the Last name（2006年）
- クライマーズ・ハイ（2008年） - 編集局局員
- わが母の記（2012年）
- 遺体 明日への十日間（2013年）
- チーム・バチスタFINAL ケルベロスの肖像（2014年） - 検視官
- 龍三と七人の子分たち（2015年）
- ストレイヤーズ・クロニクル（2015年）
- 天使に“アイム・ファイン”（2016年）
- シン・ゴジラ（2016年）
- 君の膵臓をたべたい（2017年）
- 風の色（2018年）

### CM
- 大塚製薬
- 東芝
- 日本マクドナルド
- 松下電器
- ジャスコ
- エバラ食品工業
- アサヒ本生
- ペイントハウス
- 東京建物「Brillia（ブリリア）」
- マイクロソフト「銀行篇」（2006年）
- GINZA美健「レジェ クリアスキンエッセンス」（2009年 - 2010年）
- NTT西日本（2011年）
- 中外製薬 With A Wish　関節リウマチ患者さんへ贈る応援ムービー（2016年）
- 池田泉州銀行 「共に、挑む［ビジネス・エンカレッジ・フェア2016ver］」篇（2016年）
- オイレスECO「外付けブラインド ブリイユ」（2018年）
- EPパートナー 「マネードクター」教育資金篇（2019年 - 2020年）
- ほけんの窓口グループ「気の会う仲間と『老後のお金』篇」、「気の合う仲間と『老後の心配』篇」（2019年 - 2020年）
- 日本ハム 「あじわいレンジ」（2021年）
- 大樹生命保険 「世代と世代をつなぐ」篇（2021年）

### WEB
- 探偵事務所5（2006年）
- 主夫メゾン（2021年）